# スランカメンの戦い
スランカメンの戦い（ドイツ語: Schlacht bei Slankamen、「Slankamen」は「Szlankamen」とも）は、大トルコ戦争中の1691年8月19日、オーストリアとオスマン帝国の軍が衝突した戦闘である。この戦いは皇帝軍の明確な勝利に終わり、同軍はハンガリーの大部分をオスマン帝国から防衛することができた。

## 前史
1683年、オスマン帝国軍（以下「トルコ軍」）はオーストリア大公領の首都、ウィーンに対する攻勢とともに大トルコ戦争を開始した。カーレンベルクの戦い（1683年9月12日）におけるオスマン軍の敗北をもって第二次ウィーン包囲が終了した後、主導権は皇帝軍に移る。同軍は続く数年の内に、オスマン軍を段階的にハンガリー及びトランシルヴァニアから駆逐することに成功した。1686年にはオーフェンを攻略し、その翌年にモハーチの戦い（1687年8月12日）でオスマン軍に壊滅的な損害を与えたのである。しかし1688年、フランスに対するプファルツ継承戦争が勃発すると、神聖ローマ皇帝レオポルト1世は指揮下の軍の大部分をライン川に集中するしかなかった。皇帝軍は1689年、ベオグラードを占領して再び優位に立ったものの、その翌年には同市とセルビア全土を改めて失う。
1691年、皇帝軍の司令官バーデン＝バーデン辺境伯ルートヴィヒは再びより多くの兵力を与えられた。ブランデンブルク兵6,000名、バイエルン兵2,000名などがオーフェン近郊の軍団に合流したことで、その総勢はおよそ50,000名並びに大砲90門まで増強されたのである。辺境伯はオスマン軍に会戦を挑み、打ち破ることにした。決定的な勝利を経て、前年の損害の全てを回復しようとしたのである。オスマン軍のベオグラードへの移動が報じられると、皇帝軍はドラウ川とドナウ川の南岸にあるエッセクを経由し、同じくそこへ向かった。ペーターヴァルダイン近郊で辺境伯は補給拠点を設け、そこから物資が河川艦隊の警護下、ドナウ川を通って軍へ届くようにする。8月12日、皇帝軍はゼムリンに接近すると、強固な陣地に籠った遥かに兵力に勝るオスマン軍（約90,000名、大砲200門）を発見した。
戦闘態勢を整え、皇帝軍は2日間にわたってゼムリンの近くに着陣し、オスマン軍の攻撃を待ち受けたが、それが実施されることはなかった。一方、自軍からは酷暑と補給の不足によって犠牲者が出る。辺境伯は結局、モハーチの戦いを念頭に、撤退することでオスマン軍の攻撃を誘おうと試みた。ゆっくりとした速度で、皇帝軍は防備を固めたスランカメンの町まで退却する。この小さな町と山脈の間に陣地を構築し、辺境伯はオスマン軍の攻撃を撃退するつもりであった。果たしてオスマン軍は皇帝軍を追い、8月16日にその陣地の近くに着陣する。この時点で双方の兵力は、病気、敵前逃亡や酷暑で著しく減っていた。皇帝軍が33,000名を数えるのみとなっていた一方、大ワズィールのキョプリュリュ・ムスタファ・パシャはなお50,000名を擁していたのである。

## 経過

### 機動と進軍の開始
8月17日から18日にかけての夜、キョプリュリュ・ムスタファ・パシャは自軍の陣営を密かに引き払った。掩護のため、指揮下の騎兵を皇帝軍の陣地の前面に残すと、輜重部隊を含む軍の残りを率いてクルチェディンを経由し、南から皇帝軍の右翼を迂回した。それから皇帝軍の西側にあり、ドナウ川に面する高地に新しい陣地を築き、すぐに防備を固め始める。後からトルコ騎兵も同じ道を辿り、友軍の右翼と合流した。これによって、皇帝軍は困難な状況に陥る。退路と補給路の両方が寸断されたのである。兵力において遥かに勝るオスマン軍はより高い場所で防備を固めていた上、優勢な艦隊をドナウ川に呼び寄せていた。8月18日の朝には、早くも至急の必要に応じてペーターヴァルダインから発送されていた食料がオスマン軍に奪われる。
今や辺境伯ルートヴィヒは、皇帝軍を包囲から解き放つべくすぐにオスマン軍の陣地を攻撃するよう迫られていた。しかし、そのためには配置を転換する必要があった。8月19日の昼までに、皇帝軍はオスマン軍に阻まれることもなく西方への旋回を完遂する。キョプリュリュ・ムスタファは皇帝軍が、防備を固めた自陣を襲撃する必要に迫られていたことを知っていたため、慌てて対応するつもりはなかったと見られている。15時頃、辺境伯の軍は準備を終えた。右翼にはスーシェ伯カール砲兵大将が、歩兵20個大隊を率いてドナウ川に接していた。その後ろの高地には、オスマン軍の陣地をその防衛施設ごと砲撃するべく、軍のほぼ全ての大砲が展開した。中央にはブランデンブルクの援軍、歩兵17個大隊と騎兵31個中隊を率いるハンス・アルブレヒト・フォン・バーフース中将がいた。左翼には85個中隊の騎兵集団と歩兵16個大隊を指揮するデューネヴァルト伯ヨハン・ハインリヒ元帥が進出した。右翼の後方で唯一の予備を構成したのは、ホルシュタイン公ゲオルク・クリスティアン率いる騎兵部隊である。辺境伯の計画では、デューネヴァルト元帥指揮下の左翼が攻撃をしかけ、オスマン軍の右翼を打ち破ることになっていた。こうしてオスマン軍を陣地から追い出し、ドナウ川へと押しやるつもりだったのである。イェニチェリは圧迫された翼面に来援できないよう、中央と右翼の皇帝軍から攻撃を受け、拘束されることになっていた。

### ドナウ川の岸辺の戦闘
皇帝軍の左翼は15時、攻撃に移行した。友軍が充分な耐久力を確実に発揮するよう、辺境伯は歩兵部隊と騎兵部隊を混成して前進させる。これにより、困難な地勢と相まって進撃は遅滞した。代わりに本来の計画に反し、ただ牽制に用いられるはずだった皇帝軍の右翼が、最初に激しい戦闘状態に陥る。大砲は200歩の距離まで接近し、オスマン軍の砦を砲撃した。続いて皇帝軍の擲弾兵が攻撃を敢行する。スーシェ砲兵大将が自ら指揮を執り、オスマン軍の陣地に突入したが、フランス軍の専門的な砲兵300名の支援を受けたオスマン兵に撃退された。この時、スーシェ大将は戦死し、皇帝軍の諸大隊は押し戻されている。続いてイェニチェリが敢行した反撃は、指揮官の戦死によってただでさえ一貫した指揮を欠いていた皇帝軍の右翼を危機的な状況に陥れる。大規模な砲撃と、ホルシュタイン公率いる胸甲騎兵4個連隊の投入をもってようやく、オスマン軍の攻撃は大変な困難の末に退けられた。スーシェ砲兵大将に代わり、グイード・フォン・シュターレンベルク少将が右翼の指揮を担い、前方に向かって2回目の攻撃をしかけたが、これもオスマン軍に撃退された。その際、自身も矢傷を負いながら、シュターレンベルクは3回目の突撃を率いたものの、やはり失敗する。これらの損害、とりわけ将校団の損失は、その間に皇帝軍の右翼全体がほとんど機能しなくなるほど重大となっていた。
同時にオスマン軍の河川艦隊は、皇帝軍の艦船を襲撃した。数的優勢により、同艦隊は迅速に小規模な皇帝軍の艦隊の圧倒に成功する。こうして皇帝軍と、その拠点を結ぶ最後の連絡線も寸断されたのである。

### トルコ騎兵の攻撃
その間に皇帝軍の左翼は見通しの利かない土地を進み続け、中央集団との連絡を失った。こうして開いた隙間に、キョプリュリュ・ムスタファは全ての騎兵部隊を突入させた。スィパーヒーは皇帝軍の第一線を突破し、その騎兵を撃退し、最終的に第二線に襲いかかった。そこで彼らは、ブランデンブルクの諸隊の抵抗に直面する。バーフース中将がいくつかの大隊を転回させ、トルコ騎兵の側面を攻撃したのである。こうして騎兵隊は激しい十字砲火に捕われ、著しい損害を被り、ついに逃亡した。

### トルコ軍陣地への突入

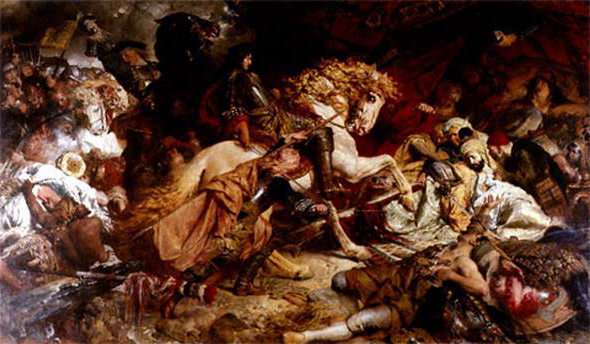
フェルディナント・ケラー作：『死にゆくキョプリュリュ・ムスタファの傍のバーデン辺境伯』。1878年に製作された、美化された歴史画である。

今やバーデン＝バーデン辺境伯は、自ら左翼の部隊を再編した。これまで混成されていた、デューネヴァルト元帥指揮下の歩兵と騎兵から騎兵部隊を左の方へ抽出し、ホルシュタイン公の予備騎兵部隊をもってこれを増強したのである。統合された皇帝軍の騎兵は続く攻撃において、襲撃に失敗して、二つの大きな集団に分かれていたトルコ騎兵に襲いかかった。トルコ騎兵の再編はまだ完了していなかったので、皇帝軍の攻撃に対し、組織的な抗戦をもって応じることができなかった。最初の激突の後、トルコ騎兵の一部が西方へ逃亡した一方、大部分は友軍の陣営とその防衛施設に逃げ込む。今や皇帝軍の左翼集団は、無防備となったオスマン軍の側面から大ワズィールの陣営を攻撃することができた。当初はイェニチェリも全方向に対して防戦することができたが、戦いの中でキョプリュリュ・ムスタファ自身が命を落とすと、彼らの間でも恐慌が発生する。夜が来るまでに、皇帝軍はオスマン軍の陣営がある一帯で全ての敵を殺害した。戦死者にはイェニチェリの司令官と15名の隊長の他、18名のパシャが含まれていた。

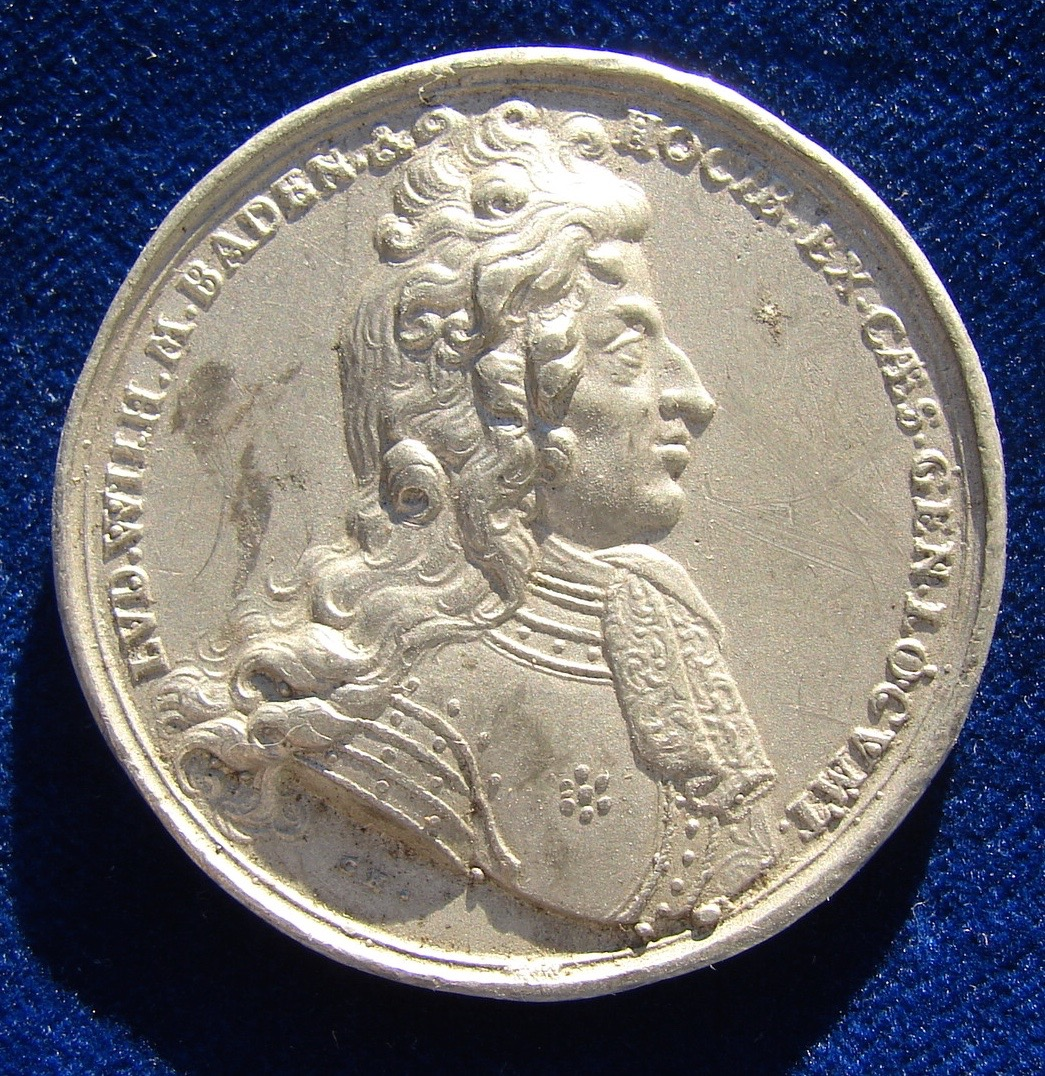
1691年のスランカメンの戦いを記念した鉛のメダル。ゲオルク・ハウチュ作。前面には「「トルコ人ルイ」の肖像が彫られている。

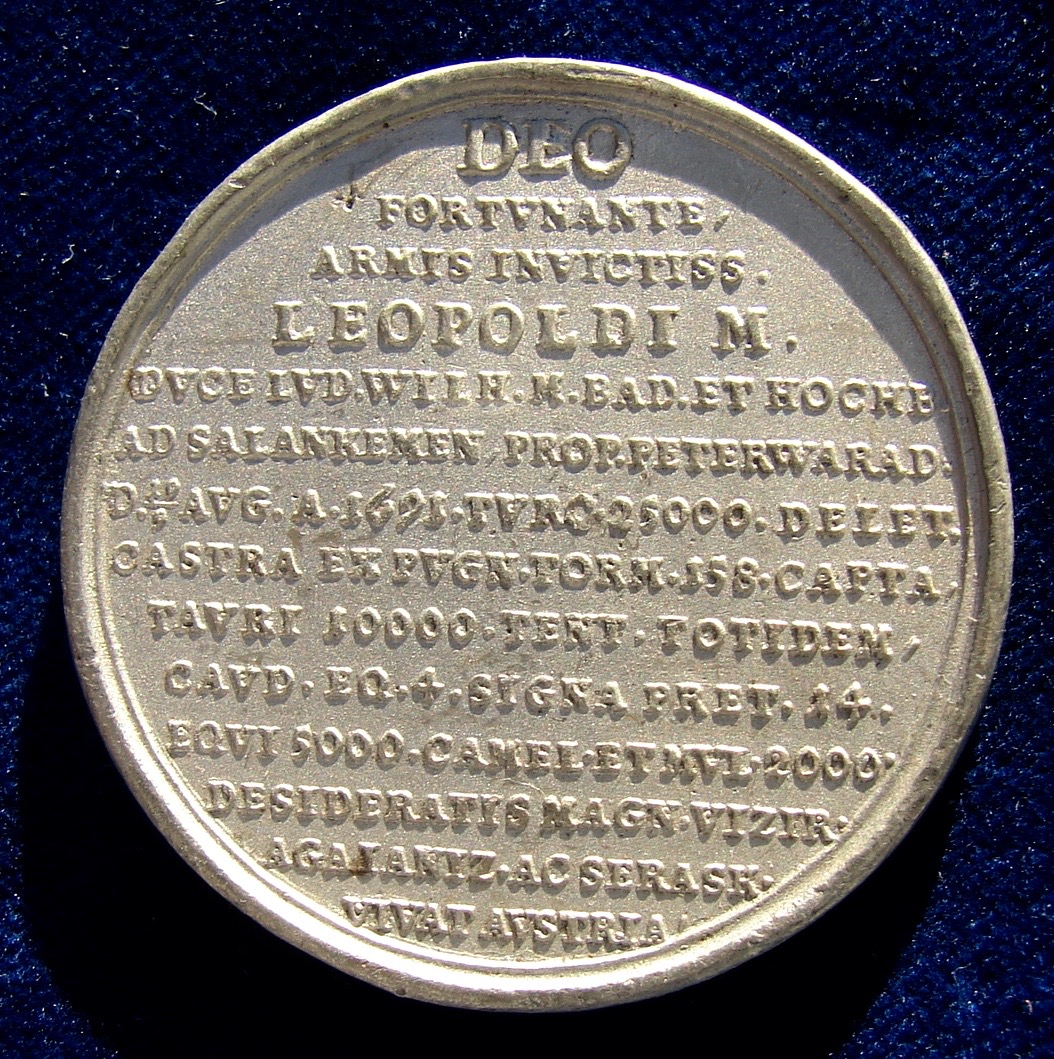
ゲオルク・ハウチュが制作したメダルの裏側。戦利品の記述がある。

オスマン軍の陣営は、輜重・大砲の全て（158門）とともに皇帝軍の手に落ちた。皇帝軍の損害は7,000名に上り、甚大であったが、オスマン軍は実質的な戦力の半数にあたる25,000名を失っている。オスマン軍の残りは潰走し、再び集結するまでに数週間を要した。辺境伯ルートヴィヒは誇りつつ、大ワズィールの戦旗や、全てのパシャの旗を奪取できたと報告した。彼が捕虜の証言から、戦死者の中にキョプリュリュ・ムスタファ自身が含まれていることを知ったのは後のことである。ほどなくしてニュルンベルクのゲオルク・ハウチュが制作したメダルには、戦利品として牡牛10,000頭、天幕10,000張り、ブンチューク4本、戦旗14本、馬5,000頭、騾馬と駱駝合わせて2,000頭が挙げられている。

## 影響
明くる8月20日、この戦いで軍功を挙げた若い士官カール・フォン・ヴォーデモンが短い報告書を託され、ウィーンへ送られる。その中で、辺境伯ルートヴィヒは戦闘について次のように記述した。
1691年のスランカメンにおける勝利は、皇帝軍がそれによってオスマン軍の包囲から脱出できたために重要であった。オスマン軍に側面を迂回された後の状況は、敗北が容易に全軍の喪失に繋がりかねないほど危機的であった。そのような損害は、長年にわたって二正面戦争を遂行していたハプスブルク家にとって埋め合わせが難しく、大いに戦略的な不利をもたらすものだったのである。また、スランカメンの負け戦はオスマン軍にとって同年、そして翌年の間に新たな攻勢を開始できなくなるほどの大敗であった。これはその時、ライン川でフランス軍と戦っていた皇帝軍の負担を目に見えて軽減したのである。副次的に、この勝利はハンガリーの戦場において一連の局地的優勢を生み出した。もはやベオグラード要塞を守るオスマン軍はほとんど存在しなかったが、辺境伯ルートヴィヒは同地を占領するには自軍が弱体に過ぎると考えた。とりわけ、指揮下のドナウ河川艦隊が被った損害により、確実な補給が不可能と思われたからである。その代わりに皇帝軍は、ひとまずドナウ川を経由して北方へ撤退した。続いてリッパ、ブロト及びグラディスカを攻略し、グロースヴァルダインの攻囲を開始すると、1692年6月5日に占領している。皇帝レオポルト1世は戦役の成功に報い、辺境伯ルートヴィヒ・ヴィルヘルムを皇帝軍の総代、即ち同軍の総司令官に任じた。さらに、スペイン王カルロス2世は彼に金羊毛勲章を授けている。

## 文献
- Leopold Brock: Die Brandenburger bei Szlankamen und im Türkenkriege 1691 bis 1697. Babenzien, Rathenow 1891.
- Christian Greiner: Der „Türkenlouis“ – Markgraf Ludwig von Baden-Baden (1655–1707). In: Militärgeschichtliche Beiträge. Bd. 3, 1989, ISSN 0936-3564, p. 27–41.
- Eugen von Müller: Das Brandenburgische Hülfskorps unter dem Markgrafen Ludwig Wilhelm von Baden in der Schlacht von Slankamen am 19. August 1691. In: Militär-Wochenblatt（ドイツ語版）. Nr. 72, 1891, Sp. 1833–1852 und Nr. 73, Sp. 1871–1886.
- ベルンハルト・フォン・ポーテン（英語版）: Handwörterbuch der gesamten Militärwissenschaften. Band 9: Sievershausen bis Zymotische Krankheiten. von Velhagen und Klasing, Bielefeld u. a. 1880 (Nachdruck: Archiv-Verlag, Braunschweig 2004).
- アルフレート・ラップ（ドイツ語版）: Ein deutscher Soldat vom Oberrhein. Markgraf Ludwig Wilhelm von Baden Der „Türkenlouis“. Führer-Verlag, Karlsruhe 1936.
- フィリップ・レーダー・フォン・ディーアスブルク（ドイツ語版）: Des Markgrafen Ludwig Wilhelm von Baden Feldzüge wider die Türken. Band 2. Müller, Karlsruhe 1842.